# O le Ao o le Malo
O le Ao o le Malo – tytuł głowy państwa Samoa. Tłumaczenie w przybliżeniu brzmi: „szef rządu”.
Pełni on głównie funkcję ceremonialną. Gdy Samoa ogłosiło niepodległość w 1962 roku, dwaj o le Ao o le Malo zostali powołałani na urząd dożywotnio – Malietoa Tanumafili II i Tupua Tamasese Meaʻole. Po śmierci Tupua Tamasese Meaʻole w 1963 roku Malietoa Tanumafili II pozostał jedynym o le Ao o le Malo. Funkcję tę pełnił do śmierci w 2007 roku. Jego następca został wybrany spośród czterech wielkich wodzów (tama aiga) na pięcioletnią kadencję przez Zgromadzenie Legislacyjne (Fono).
Konstytucja Samoa nie wyjaśnia, czy o le Ao o le Malo powinien być uznawany za prezydenta, a kraj za republikę, czy za monarchię. O republikańskim charakterze rządów świadczy pięcioletnia kadencja oraz wybór głowy państwa przez parlament. Jednak dożywotnie sprawowanie urzędu przez dwóch pierwszych o le Ao o le Malo oraz tytułowanie głowy państwa Jego Wysokość są cechami charakterystycznymi dla monarchii.

## Listao le Ao o le Malo
| Osoba | Osoba                                                     | Kadencja        | Kadencja        |
| #     | Imię i Nazwisko                                           | Od              | Do              |
| ----- | --------------------------------------------------------- | --------------- | --------------- |
| 1     | Malietoa Tanumafili II (1913–2007)                        | 1 stycznia 1962 | 11 maja 2007    |
| 1     | Tupua Tamasese Meaʻole (1905–1963)                        | 1 stycznia 1962 | 5 kwietnia 1963 |
| –     | Tupua Tamasese Tupuola Tufuga Efi (1938–) tymczasowo      | 11 maja 2007    | 20 czerwca 2007 |
| –     | Tuimalealiʻifano Vaʻaletoa Sualauvi II (1947–) tymczasowo | 11 maja 2007    | 20 czerwca 2007 |
| 2     | Tupua Tamasese Tupuola Tufuga Efi (1938–)                 | 20 czerwca 2007 | 21 lipca 2017   |
| 3     | Tuimalealiʻifano Vaʻaletoa Sualauvi II (1947–)            | 21 lipca 2017   | nadal           |